# 威爾頓 (加利福尼亞州)
威爾頓（英語：Wilton）是位於美國加利福尼亞州薩克拉門托縣的一個人口普查指定地區。

## 地理
威爾頓的座標為38°24′34″N 121°13′27″W / 38.40944°N 121.22417°W，而該地最高點為海拔高度24米（即79英尺）。

## 人口
根據2010年美國人口普查的數據，威爾頓的面積為75.116平方千米，均為陸地。當地共有人口5363人，而人口密度為每平方千米71人。